# Реєстр особових гербів Українського геральдичного товариства
«Реєстр особових гербів Українського геральдичного товариства» (ISSN 2075-1540) — періодичне видання УГТ.
Видання засноване відповідно до рішення 8-ї наукової геральдичної конференції (Львів, 1999) з метою впорядкування процесу сучасного герботворення в Україні в галузі особової геральдики, ведення його на фаховому рівні. Видається від 2003 року окремими щорічними випусками. Мова видання — українська, обсяг — 20-24 сторінки формату А5 (друк кольоровий та чорно-білий), наклад — 200-500 примірників. Поширюється серед членів УГТ, а також розсилається основним бібліотекам України та зарубіжним геральдичним товариствам. Виходить під редакцією А. Б. Гречила (від 2003).
До Реєстру включаються символи фізичних осіб — громадян України, а також громадян інших країн чи осіб без громадянства (для двох останніх категорій — у разі підтвердження, що вони чи їхні предки є вихідцями з території України). Для нащадків колишньої шляхти чи дворян право використання давніх гербів фіксується після представлення документів, що підтверджують прямі генеалогічні зв'язки з користувачами цих символів та засвідчують надання чи конфірмацію такого герба предкам.
У Реєстрі подається зображення особового герба, його блазонування, інформація про гербоносія (армігера) та підстава для використання символу (новий герб чи пов'язаний зі знаком предків).